# Dumari
Dumari (en népalais : डुमरी) est un comité de développement villageois du Népal situé dans le district de Siraha. Au recensement de 2011, il comptait 3 852 habitants.